# 페그 파르네비크
페그 파르네비크(Peg Parnevik, 1995년 9월 3일 ~ )은 스웨덴의 싱어송라이터이다. 스웨덴의 프로 골퍼 예스페르 파르네비크의 장녀이다. 파르네비크 가족 리얼리티 프로그램 "파르네빅스" (Parneviks)에 출연해 이름을 알렸다.

## 생애
1995년 9월 3일 스웨덴 스톡홀름에서 태어났다. 아버지는 프로골퍼 예스페르 파르네비크, 어머니는 미아(Mia)이다. 페그에게는 페니, 필립파, 피닉스라는 세 명의 형제자매가 있다. 미국 플로리다주 주피터(Jupiter)에서 성장했다. 호베 사운드 소재 파인 스쿨(The Pine School)과 서배너 대학교 예술·디자인 대학을 다녔다.

## 경력

### 2015년-현재: 리얼리티 쇼 "파르네빅스" 과 음악
2015년, TV3에서 방영한 파르네비크 가족 리얼리티 텔레비전 프로그램 "파르네빅스"(Parneviks)에 등장하면서 이름을 알렸다.
소니 뮤직 스웨덴과 계약을 맺고 2016년 3월에 데뷔 싱글 "Ain't No Saint"를 발매했다. 이 곡은 스웨덴 싱글 차트 2위를 했다. 2016년 6월 3일, 싱글 "We Are (Ziggy & Carola)"를 발매했다. 2016년 8월, 알송 포 스칸센에 출연했다. TV3에서 "페그 포 투르네"(Peg på turné)라는 페그만의 리얼리티 쇼를 방영 예정이다.

## 음반 목록

### 싱글
- Ain't No Saint (2016)
- We Are (Ziggy & Carola) (2016)
- Sthlm Nights (2016)
- Don't Tell Ma (2017)

## 필모그래피

### 텔레비전
| 연도      | 제목                | 역할       |
| --------- | ------------------- | ---------- |
| 2015–현재 | 파르네빅스          | 본인; 주연 |
| 2015      | Parneviks firar jul | 본인       |